# Абдул-Гафар Мамах
Абдул-Гафар Мамах (фр. Abdoul-Gafar Mamah, нар. 24 серпня 1985, Ломе) — тоголезький футболіст, захисник, фланговий півзахисник клубу «Дачія» (Кишинів).
Виступав, зокрема, за клуби «Гомідо» та «Дачія» (Кишинів), а також національну збірну Того. Рекордсмен національної команди за кількістю проведених у її складі офіційних матчів (84).

## Клубна кар'єра
Народився в місті Ломе. Кар'єру футболіста Мамах розпочав у клубі «Гомідо» (Кпаліме). В 2000 році дебютував у формі цього клубу в першому дивізіоні чемпіонату Того й виступав у ньому до 2003 року. В складі «Гомідо» зіграв 84 матчі та відзначився 2-ма голами. В 2003 році перейшов до габонського клубу ФК 105 Лібревіль. В 2004 році разом з цим клубом виграв кубок Габону.
В першій половині 2006 року Мамах перейшов до молдавського клубу «Шериф» (Тирасполь). Першого успіху в цьому клубі досяг уже в 2007 році, коли його команда стала переможцем чемпіонату Молдови. У 2008 році разом з «Шерифом» виграв «золотий дубль» — кубок та чемпіонат Молдови. У 2009 році разом з «Шерифом» він повторив це досягнення й став переможцем Кубку Інтертото, а восени 2009 року виступав у складі команди в груповому етапі Ліги Європи.
В 2010 році перейшов до владикавказької «Аланії», ставши першим тоголезцем у чемпіонаті Росії. Дебютував у чемпіонаті 14 березня 2010 року в матчі 1-го туру проти «Сатурна». Він відіграв весь матч і на 41-ій хвилині отримав жовту картку за фол на Андрієві Каряці. В складі «Аланії» виступав до кінця 2010 року.
В 2011 році на правах оренди виступав у складі кишинівської «Дачії». В своєму новому клубі дебютував 16 березня 2011 року в нічийному (1:) домашньому матчі проти тираспольського «Шерифа». В сезоні 2010/11 років у складі «Дачії» став переможцем національного чемпіонату, а в сезоні 2011/12 років — став віце-чемпіоном. Крім цього, в 2011 році виграв Суперкубок Молдови. У складі «Дачії» встиг відіграти 146 матчів у національному чемпіонаті.

## Виступи за збірну
В офіційних матчах у складі національної збірної Того 15-річний Мамах дебютував 2000 року. В 2002 році 17-річний Гараф знову отримав виклик до збірної, цього разу для участі в Кубку африканських націй 2002 року у Малі. На цьому турнірі зіграв 2 матчі: проти Кот-д'Івуару (0:0) та Камеруну (0:3). В 2006 році знову був викликаний до збірної Того, цього разу для участі в Кубку африканських націй 2006 в Єгипті. На цьому турнір зіграв один матч, проти Анголи (2:3). У 2010 році головний тренер національної збірної Того Жубер Велуд викликав Абдула до табору збірної для участі в Кубку африканських націй 2010 в Анголі, але через напад на збірну Того невідомих осіб, збірна покинула турнір. Крім цього, в складі збірної був учасником Кубка африканських націй 2013 року у ПАР та Кубка африканських націй 2017 року у Габоні. Наразі провів у формі головної команди країни 84 матчі.

## Статистика виступів

### Клубна
Станом на зіграні матчі на 2 дипня 2015
| Клуб                 | Сезон            | Чемпіонат                     | Чемпіонат | Чемпіонат | Національний кубок | Національний кубок | Континентальний | Континентальний | Інші | Інші | Загалом | Загалом |
| Клуб                 | Сезон            | Дивізіон                      | Ігри      | Голи      | Ігри               | Голи               | Ігри            | Голи            | Ігри | Голи | Ігри    | Голи    |
| -------------------- | ---------------- | ----------------------------- | --------- | --------- | ------------------ | ------------------ | --------------- | --------------- | ---- | ---- | ------- | ------- |
| Шериф (Тирасполь)    | 2005–06          | Національний дивізіон Молдови | 7         | 0         |                    |                    | -               | -               | -    | -    | 7       | 0       |
| Шериф (Тирасполь)    | 2006–07          | Національний дивізіон Молдови | 25        | 0         |                    |                    | 4               | 0               | -    | -    | 29      | 0       |
| Шериф (Тирасполь)    | 2007–08          | Національний дивізіон Молдови | 25        | 1         |                    |                    | 2               | 0               |      |      | 27      | 1       |
| Шериф (Тирасполь)    | 2008–09          | Національний дивізіон Молдови | 23        | 0         |                    |                    | 2               | 0               | -    | -    | 25      | 0       |
| Шериф (Тирасполь)    | 2009–10          | Національний дивізіон Молдови | 8         | 0         |                    |                    | 6               | 0               | -    | -    | 14      | 0       |
| Шериф (Тирасполь)    | Загалом          | Загалом                       | 88        | 1         | 0                  | 0                  | 14              | 0               | 0    | 0    | 102     | 1       |
| Аланія (Владикавказ) | 2010             | Прем'єр-ліга (Росія)          | 13        | 0         | 2                  | 0                  | -               | -               | -    | -    | 15      | 0       |
| Дачія (Кишинів)      | 2010–11          | Національний дивізіон Молдови | 9         | 0         |                    |                    | -               | -               | -    | -    | 9       | 0       |
| Дачія (Кишинів)      | 2011–12          | Національний дивізіон Молдови | 25        | 0         |                    |                    | 2               | 0               |      |      | 27      | 0       |
| Дачія (Кишинів)      | 2012–13          | Національний дивізіон Молдови | 25        | 0         | 1                  | 0                  | 4               | 0               | -    | -    | 30      | 0       |
| Дачія (Кишинів)      | 2013–14          | Національний дивізіон Молдови | 19        | 0         | 2                  | 0                  | -               | -               | -    | -    | 22      | 0       |
| Дачія (Кишинів)      | 2014–15          | Національний дивізіон Молдови | 23        | 0         | 3                  | 0                  | -               | -               | -    | -    | 26      | 0       |
| Дачія (Кишинів)      | 2015–16          | Національний дивізіон Молдови | 0         | 0         | 0                  | 0                  | 1               | 0               | 0    | 0    | 1       | 0       |
| Дачія (Кишинів)      | Загалом          | Загалом                       | 101       | 0         | 6                  | 0                  | 7               | 0               | 0    | 0    | 114     | 0       |
| Усього в кар'єрі     | Усього в кар'єрі | Усього в кар'єрі              | 202       | 1         | 8                  | 0                  | 21              | 0               | 0    | 0    | 231     | 1       |

### У збірній
| Того  | Того  | Того |
| Рік   | Матчі | Голи |
| ----- | ----- | ---- |
| 2000  | 1     | 0    |
| 2001  | 7     | 0    |
| 2002  | 4     | 0    |
| 2003  | 2     | 0    |
| 2004  | 5     | 0    |
| 2005  | 2     | 0    |
| 2006  | 4     | 0    |
| 2007  | 2     | 0    |
| 2008  | 7     | 0    |
| 2009  | 4     | 0    |
| 2010  | 5     | 0    |
| 2011  | 5     | 0    |
| 2012  | 8     | 0    |
| 2013  | 8     | 0    |
| 2014  | 3     | 0    |
| 2015  | 2     | 0    |
| Total | 69    | 0    |

Статистика по кількості зіграних матчів подана станом на 14 червня 2015 року

## Досягнення
ФК 105 Лібревіль
- Кубок Габону
  -  Володар (1): 2004

Шериф:
- Національний дивізіон Молдови
  -  Чемпіон (4): 2005/06, 2006/07, 2007/08, 2008/09

- Кубок Молдови
  -  Володар (3): 2005/06, 2007/08, 2008/09

- Суперкубок Молдови:
  -  Володар (1): 2007

- Кубок Співдружності:
  -  Володар (1): 2009

Дачія:
- Національний дивізіон Молдови
  -  Чемпіон (1): 2010/11
  -  Срібний призер (5): 2011/12, 2012/13, 2014/15, 2015/16, 2016/17

- Суперкубок Молдови:
  -  Володар (1): 2011